# Přísnotice
Přísnotice (en allemand : Prisnotitz) est une commune du district de Brno-Campagne, dans la région de Moravie-du-Sud, en République tchèque. Sa population s'élevait à 886 habitants en 2020.

## Géographie
Přísnotice se trouve à 7 km au nord-est de Pohořelice, à 22 km au sud de Brno et à 198 km au sud-est de Prague.
La commune est limitée par Žabčice au nord-ouest, par Nosislav au nord-est et à l'est, par Uhercice au sud-est, par Vranovice au sud et au sud-ouest.

## Histoire
La première mention écrite de la localité date de 1348.